# کوین فارلی
کوین فارلی (انگلیسی: Kevin Farley؛ زادهٔ ۸ ژوئن ۱۹۶۵) یک هنرپیشه، و آهنگساز اهل ایالات متحده آمریکا است. وی از سال ۱۹۹۵ میلادی تاکنون مشغول فعالیت بوده‌است.

## گزیده فیلمشناسی
از فیلم‌ها یا برنامه‌های تلویزیونی که وی در آن نقش داشته‌است می‌توان به آثار زیر اشاره کرد.
- داستان استریت
- جو دِرْت (۲۰۰۱)
- کار کثیف (فیلم ۱۹۹۸) (۱۹۹۸)
- مایه ننگ (۱۹۹۶)
- عشق حقیر (۱۹۹۹)
- خ مثل خانواده
- دیکی رابرتس